# 두 형제
"두 형제"는 한국에서 제작된 이형표 감독의 1973년 영화이다. 남진 등이 주연으로 출연하였고 한진섭 등이 제작에 참여하였다.

## 출연

### 주연
- 남진
- 김희라
- 장욱제